# スタニスワフ・サモスチェルニク
スタニスワフ・サモスチェルニク（Stanisław Samostrzelnik ポーランド語発音: [staˈɲiswaf samɔstˈʂɛlʲɲik] スタニスワフ・サモストシェルニク; クラクフのスタニスワフ (ポーランド語: Stanisław z Krakowa) やモギワのスタニスワフ (波: Stanisław z Mogiły) とも; 1490年頃-1541年） はポーランド・ルネッサンス期の（細密）画家、室内装飾家で、ポーランドはクラクフ出身のシトー派修道士。ルネッサンス様式で描いた最初のポーランドの画家として知られている。ポーランド南部の複数の教会に彼のフレスコ画が多く見られる。最も傑出したものはモギワのシトー会修道院で見られる。彼はまた、クラクフのアッシジ聖フランチェスコ教会の肖像画画廊のピョトル・トミツキ（Piotr Tomicki）司教の肖像画で知られている。 

## 生涯

クラクフのアッシジ聖フランシスコ教会の『ピョトル・トミツキ司教の肖像』（1530年頃）

スタニスワフ・サモスチェルニクはコプシヴニツァ（Koprzywnica）のシトー会修道院長のクラクフ邸宅に住んでいたピョトル・サモスチェルニクとアンナ・サモスチェルニクの息子であった。 彼の父は古ポーランド語での名前（samostrzelnik はラテン語 sagittator〈クロスボウ〉に由来する）から、おそらくクロスボウや弓の製造業者であった。サモスチェルニクは必要な試験を通過した後、クラクフ近郊のモギワ（Mogiła; 当時はクラクフとは独立した町であったが、今日ではクラクフの都市部ノヴァ・フタ Nowa Huta である）のシトー会修道院入りした。修道院長の庇護により、彼はすぐに写本の彩色画家という修道院でも表舞台に立つ地位に進むことができた。彼に関して十分に裏付けが取れた最初の年代的な記録は1506年に出てくるが、それは彼が修道院のヴォールト（アーチ式天井）数基を装飾する仕事を引き受けたというものである。彼は pictor de Mogila、すなわちシトー会修道院の画家として言及された。その時から彼は、モギワ修道院のラテン名であるクララ・トゥンバ（Clara Tumba;〈聖なる墓〉）に由来する新たな名前スタニスラウス・クララトゥンベンシス〈モギワのスタニスワフ〉を用いるようになった。1511年に彼は修道院の外で暮らす権利を与えられ、サンドミエシュ（Sandomierz）の城代であり、芸術のパトロンとしても知られていたクシシュトフ・シドウォヴィェツキ（Krzysztof Szydłowiecki）のために働くべく、シドウォヴィェツキが所有する都市シドウォヴィェツ（Szydłowiec）に移った。スタニスワフ・サモスチェルニクは、シドウォヴィェツキ家の家系書（Liber Genesos illustris Familiae Shidlovicae）中の絢爛なミニアチュール絵画で最もよく知られている。スタニスワフは御用画家としてのこの仕事の過程でシドウォヴィェツキ家のための数多くの細々とした委託を受け、地方の教会や城の装飾を行った。また、1510年から1530年の間には城代の牧師も務めた。シドウォヴィェツキからは1513年にチミェルフ（Ćmielów）近郊グロホリツェ（Grocholice）の牧師館を与えられている。1514年、彼はシドウォヴィェツキと共にオパトゥフ（Opatów）に移り、1532年にシドウォヴィェツキが亡くなった後はモギワに戻った。

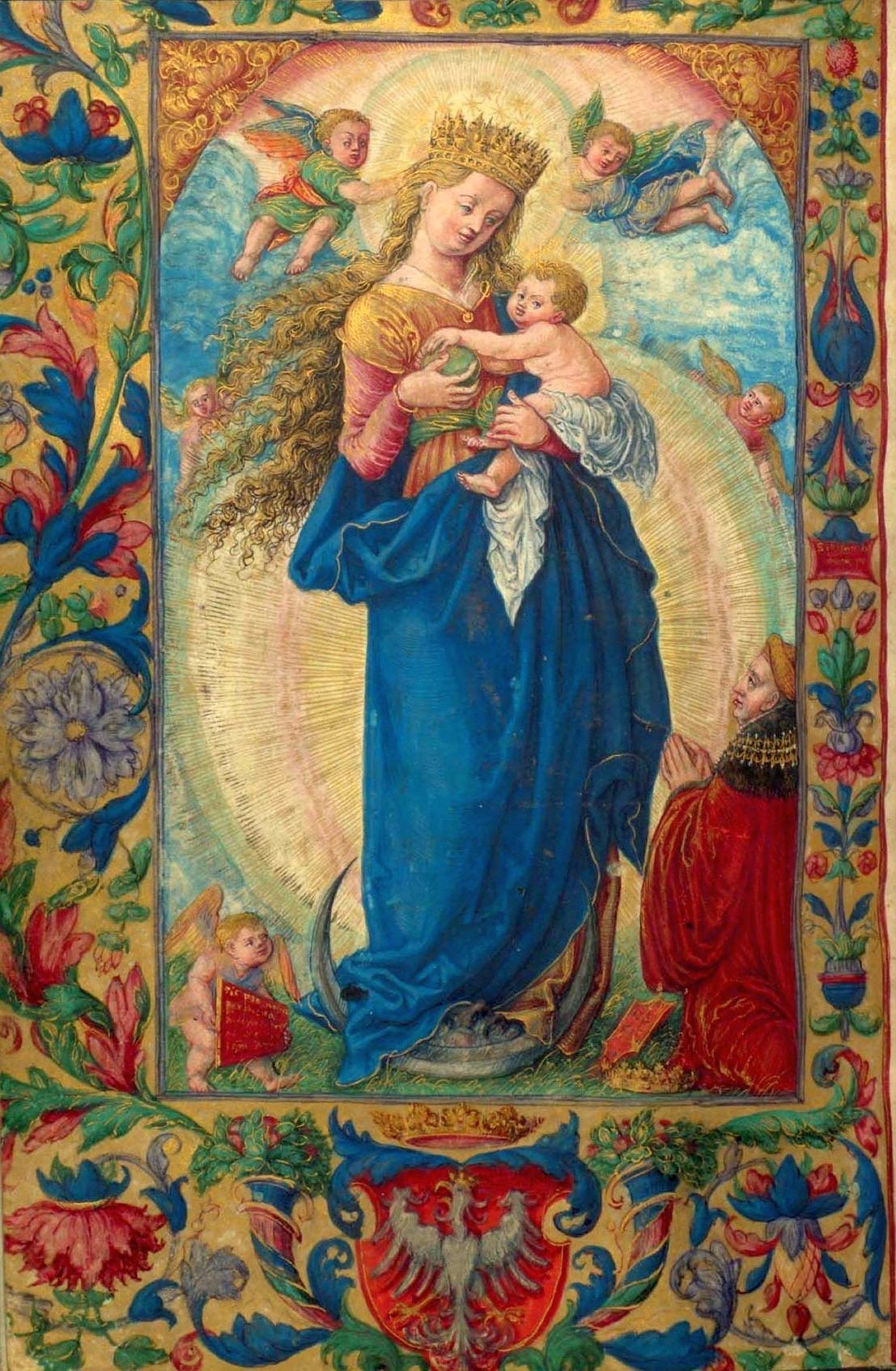
『ポーランドのズィグムント1世の祈祷書』（1524年）、大英図書館。

モギワへと戻った後、彼はクラクフに自身のアトリエを構え、そこで地元の貴族や聖職者、宮廷（女王ボナ・スフォルツァの祈祷書も含む）からの依頼を受けた。ピョトル・トミツキ司教のために、彼はヤン・ドゥウゴシュによる Catalogus archiepiscoporum Gnesnensium〈グニェズノ大司教総覧〉とヴァヴェル大聖堂の彼の礼拝堂を飾った。1534年、トミツキ司教はポーランド王国で最も重要な聖堂へ納めるために、彼の蝋人形の装飾を依頼した。
サモスチェルニクはヤドヴィガ・ヤギェロンカ王女の祈祷書（1535年）、オスマン帝国との講和条約の文書（1533年）、そしてプロイセン公アルブレヒトの軍旗を飾った。彼はまたモギワのある教会で聖書を題材とした絵画を描き、隣接する図書館の天井を飾った。スタニスワフ・サモスチェルニクは1541年にモギワ修道院で亡くなった。

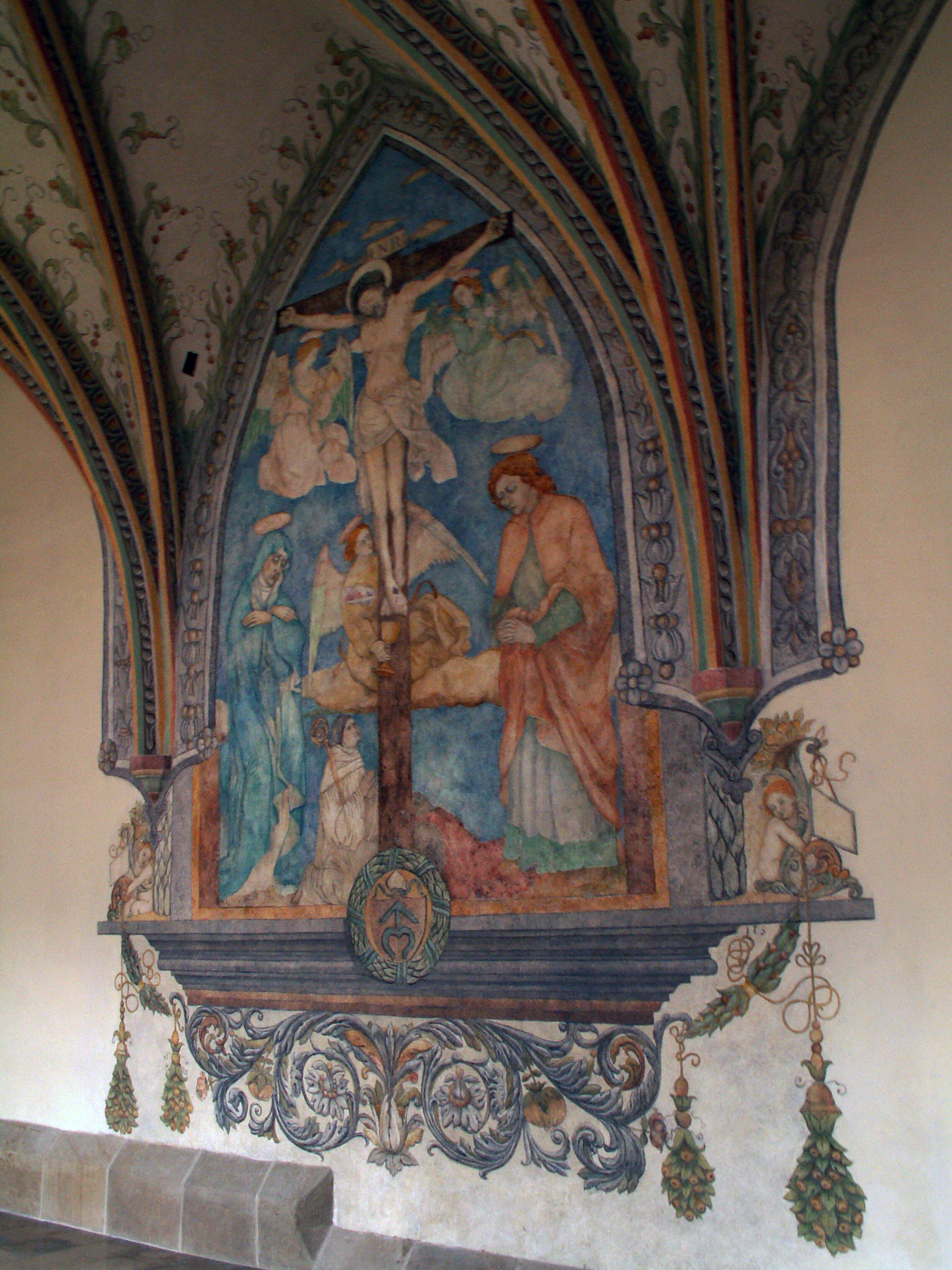
『磔刑』（彩色画、1530-1541）、モギワのシトー会修道院。

## 作品と様式
スタニスワフ・サモスチェルニクの主な作品には、次の4つの祈祷書の写本の彩色画が含まれている: ズィグムント1世の治世（1524年、ロンドン、大英図書館）、女王ボナ・スフォルツァの治世（1527年、オックスフォード、ボドリアン図書館）、クシシュトフ・シドウォヴィェツキ祈祷書（1527年、現在はミラノのアルキヴィオ・ストリコ・チヴィコ (Archivio Storico Civico と同じくミラノのアンブロジアーナ図書館に分割）とヴァイティエクス・ゴシュタウタス (Vaitiekus Goštautas) 祈祷書（1528年、ミュンヘン大学図書館）。加えて細密画群 Liber Genesos illustris Familiae Shidlovicae （1531-1532年、クルニク Kórnik、クルニク図書館）、Catalogus archiepiscoporum Gnesnensium（〈グニェズノ大司教総覧〉、1530–1535年、ワルシャワ、国立図書館）、ピョトル・トミツキの福音書（1534年、クラクフ、Metropolitan Chapter Archives）も存在する。
サモスチェルニクの細密画の特徴は鮮やかで、ゴシックの伝統とは対照的な色遣いとルネッサンス様式の多用である。1520年頃から、彼の作品には当時のドイツの巨匠（アルブレヒト・アルトドルファー、ルーカス・クラナッハ (父)、アルブレヒト・デューラー）に触発されたことが顕著に見て取れるが、それと同程度に1515年にシドウォヴィェツキの牧師としてウィーン滞在中に受けたドナウ派の影響も明らかである。ドナウ派からの影響に加えて、オランダのパターンやイタリア絵画との間接的なつながり（1514年のハンガリー滞在時に得た装飾用や紋章のモチーフ）が彼の作品に見られる。サモスチェルニクの装飾画は、人物の見られるシーンと装飾とを組み合わせたものである。すべての人物は過度の理想化はされておらず、非常に個別に特徴づけられており、通常は当時の服装であり、芸術家自身の肖像画のリアリズムの傾向に沿ったものとなっている。